# Чарльз Беннетт (легкоатлет)
Чарльз Беннетт (англ. Charles Bennett; нар. 28 грудня 1870 — пом. 18 грудня 1948) — британський легкоатлет, який спеціалізувався в бігу на середні та довгі дистанції. Він був членом клубу Finchley Harriers (заснований 1877 року), який у 1966 році був об'єднаний з Hillingdon Athletic Club.

## Життєпис
Беннетт народився в Шепвіку, Дорсет. Один із найкращих британських бігунів на середні дистанції свого часу, вигравши чемпіонат AAA на дистанції 4 милі (6,4 км) у 1897 році та титул чемпіона з кросів у 1899 і 1900 роках. Він виграв британський титул на милі, кваліфікувавши себе на 1500 м у Парижі. Ця дистанція мала досить слабке поле, і Беннетт лідирував протягом усієї гонки, перемігши місцевого фаворита Анрі Деложе за 4:06,0. Цей час був офіційним світовим рекордом, хоча багато спортсменів уже бігли швидше на змаганнях на трохи довшу милю. Разом з об’єднаною британсько-австралійською командою на 5000 метрів Беннетт виграв другий олімпійський титул. Беннетт фінішував першим у гонці з неофіційним світовим рекордом 15:29,2, перемігши товариша по команді Джона Ріммера.
Срібний призер Олімпіади-1900 в бігу на 4000 метрів з перешкодами.
Працював машиністом.
Помер у віці 79 років.

## Основні міжнародні виступи
| Рік  | Змагання         | Місто             | Місце | Дисципліна |
| ---- | ---------------- | ----------------- | ----- | ---------- |
| 1900 | Олімпійські ігри | Париж             | 1     | 1500 м     |
| 1900 | 2                | 4000 м з/п        |       |            |
| 1900 | 1                | 5000 м (командна) |       |            |